# El Chorro

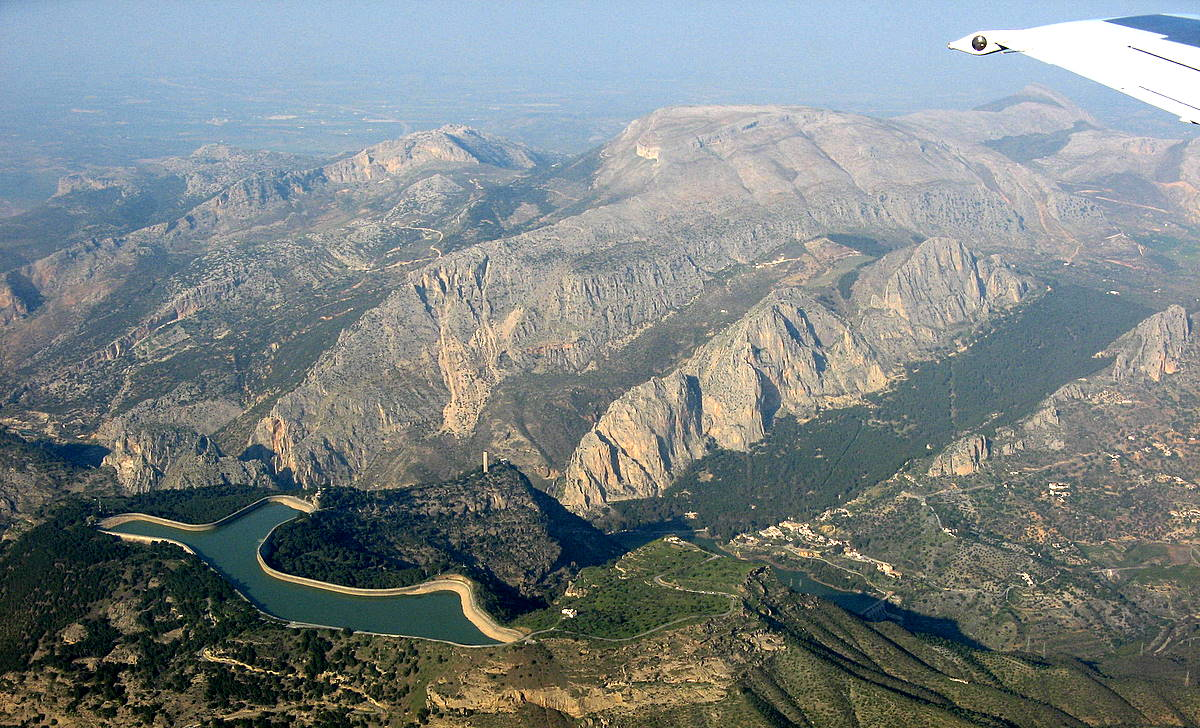
El Chorro - widok z samolotu

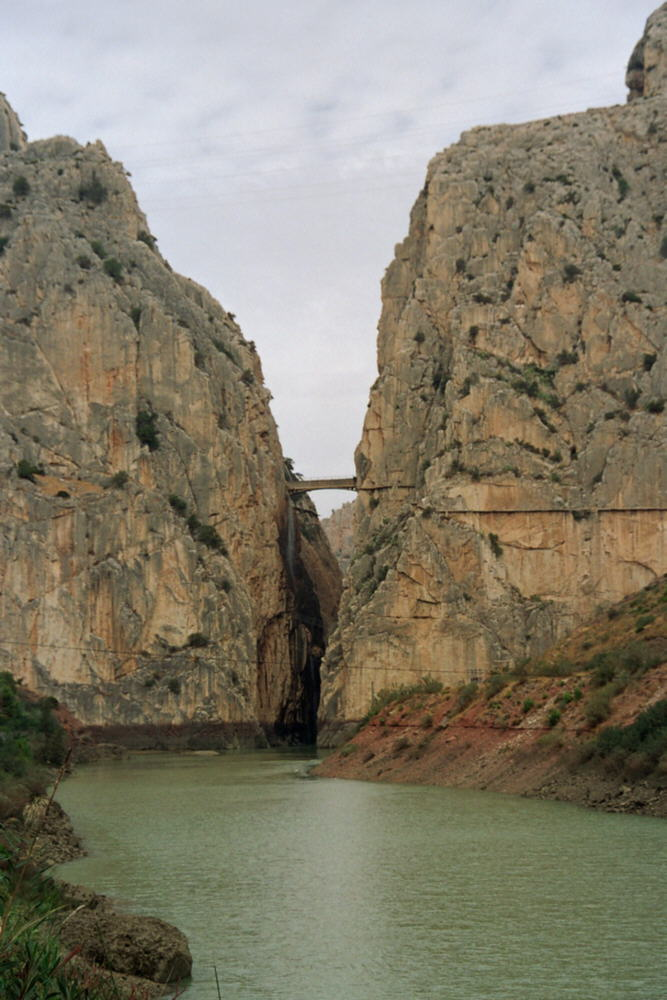
Wąwóz Desfiladero de los Gaitanes

El Chorro jest miejscowością położoną w południowej części Hiszpanii w andaluzyjskiej prowincji Malaga u wylotu wapiennego wąwozu Desfiladero de los Gaitanes. Dnem wąwozu przepływa rzeka Guadalhorce. Ze względu na bogactwo okolicznych skał, miejscowość ta jest często odwiedzana przez wspinaczy i turystów. Na jej terenie znajduje się camping, hotel, schronisko turystyczne, kilka domów, stacja kolejowa i elektrownia wodna o charakterze szczytowo - pompowym. 

## Historia
W roku 1921 powyżej wąwozu wybudowano tamę, tworząc trzy zbiorniki wodne. W tym samym okresie wybudowano również linię kolejową wiodącą systemem tuneli i mostów wzdłuż jednej ze ścian wąwozu, a także, w celach pomocniczych w stosunku do prowadzonych prac, wykuto system tuneli wodnych oraz poprowadzono ścianami wąwozu ścieżkę opartą na betonowych platformach, nazwaną el Caminito del Rey, na cześć króla Alfonso XIII, który nadzorował prace i dokonał uroczystego otwarcia ścieżki.

## Wspinanie
W najwyższych partiach wąwozu jego ściany osiągają 700 m wysokości. Z kolei w górnej części wąwozu odległość pomiędzy jego ścianami (każda o wysokości ponad 100 m) mierzona w połowie ich wysokości jest rzędu kilkunastu metrów, dzięki czemu jest to jeden z najbardziej stromych wąwozów skalnych w Europie.
Okolice wąwozu są jednym z najbardziej znanych regionów wspinaczkowych Europy - w promieniu kilku kilometrów od miejscowości El Chorro znajduje się ponad 1500 ubezpieczonych dróg wspinaczkowych w pełnym zakresie trudności.